# 다카다정 (도쿄부)
다카다촌(高田町)은 도쿄부 기타토시마군에 설치되었던 촌이다. 현재의 도시마구에 해당한다.